# Rajd Hiszpanii 2010

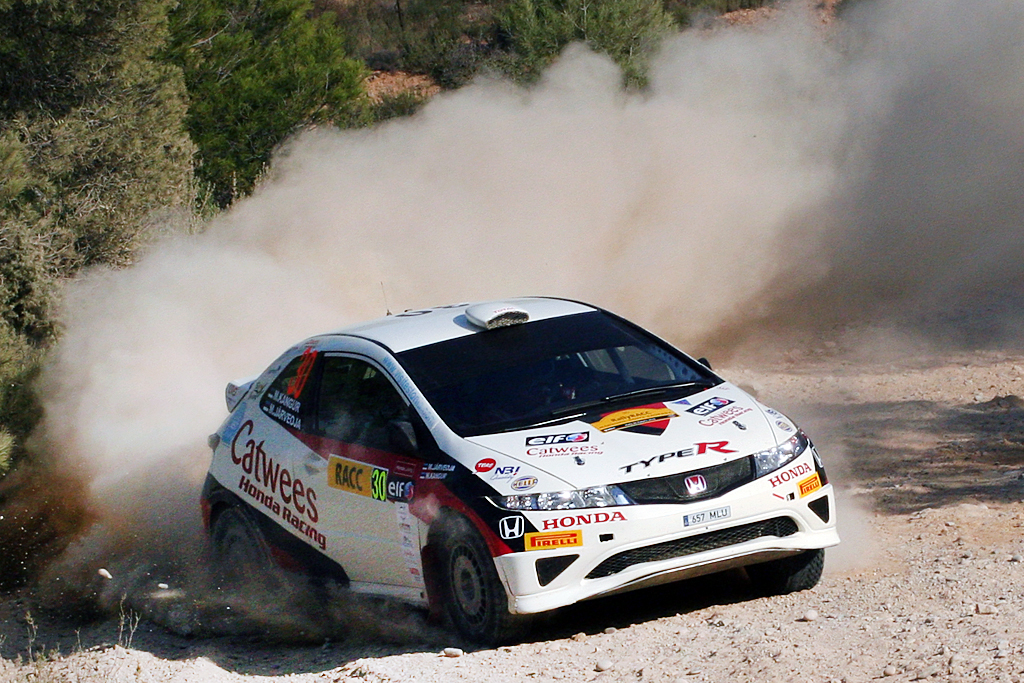
Martin Kangur podczas rajdu

Rajd Hiszpanii (46º Rally RACC Catalunya – Costa Daurada) był 12. rundą Rajdowych Mistrzostw Świata 2010. Rajd odbył się w dniach 22–24 września, jego bazą było Salou. Rajd był również 6. rundą Mistrzostw Świata Juniorów (JWRC).
Rajd wygrał Sébastien Loeb, była to jego 6. z rzędu wygrana w tym rajdzie, 7. zwycięstwo w tym sezonie oraz 61. w karierze. Całe podium zostało zajęte przez kierowców Citroëna. Drugi był Petter Solberg, a trzeci Dani Sordo.
Aaron Burkart zajmując 4. miejsce w rajdzie, w klasyfikacji JWRC został mistrzem świata tej kategorii.

## Zwycięzcy odcinków specjalnych[1]
| Etap | Data           | OS | Godzina | Nazwa              | Długość  | Zwycięzca       | Czas    | Śred. pręd  | Lider rajdu    |
| ---- | -------------- | -- | ------- | ------------------ | -------- | --------------- | ------- | ----------- | -------------- |
| 1    | 22 październik | 1  | 8:53    | Terra Alta 1       | 35,94 km | Sébastien Loeb  | 24:17,2 | 88,79 km/h  | Sébastien Loeb |
| 1    | 22 październik | 2  | 9:51    | La Ribera d'Ebre 1 | 14,97 km | Petter Solberg  | 11:18,3 | 79,45 km/h  | Sébastien Loeb |
| 1    | 22 październik | 3  | 10:34   | Les Garrigues 1    | 12,07 km | Sébastien Loeb  | 7:22,9  | 98,11 km/h  | Sébastien Loeb |
| 1    | 22 październik | 4  | 14:47   | Terra Alta 2       | 35,94 km | Sébastien Ogier | 23:42,4 | 90,96 km/h  | Sébastien Loeb |
| 1    | 22 październik | 5  | 15:45   | La Ribera d'Ebre 2 | 14,97 km | Petter Solberg  | 11:08,3 | 80,64 km/h  | Sébastien Loeb |
| 1    | 22 październik | 6  | 16:28   | Les Garrigues 2    | 12,07 km | Sébastien Loeb  | 7:25,8  | 97,47 km/h  | Sébastien Loeb |
|      |                |    |         |                    |          |                 |         |             | Sébastien Loeb |
| 2    | 23 październik | 7  | 9:59    | Santa Marina 1     | 26,51 km | Sébastien Loeb  | 15:40,8 | 101,44 km/h | Sébastien Loeb |
| 2    | 23 październik | 8  | 11:17   | La Mussara 1       | 20,48 km | Sébastien Loeb  | 11:08,7 | 110,26 km/h | Sébastien Loeb |
| 2    | 23 październik | 9  | 12:07   | Riudecanyes 1      | 16,32 km | Sébastien Loeb  | 10:22,7 | 94,35 km/h  | Sébastien Loeb |
| 2    | 23 październik | 10 | 14:11   | Santa Marina 2     | 26,51 km | Daniel Sordo    | 15:45,3 | 100,96 km/h | Sébastien Loeb |
| 2    | 23 październik | 11 | 15:29   | La Mussara 2       | 20,48 km | Sébastien Loeb  | 11:09,7 | 110,09 km/h | Sébastien Loeb |
| 2    | 23 październik | 12 | 16:34   | Riudecanyes 2      | 16,32 km | Petter Solberg  | 10:22,5 | 94,38 km/h  | Sébastien Loeb |
|      |                |    |         |                    |          |                 |         |             | Sébastien Loeb |
| 3    | 24 październik | 13 | 8:40    | El Priorat 1       | 42,04 km | Daniel Sordo    | 23:46,4 | 106,10 km/h | Sébastien Loeb |
| 3    | 24 październik | 14 | 10:09   | La Serra d'Almos 1 | 4,11 km  | Daniel Sordo    | 2:34.7  | 95,64 km/h  | Sébastien Loeb |
| 3    | 24 październik | 15 | 12:30   | El Priorat 2       | 42,04 km | Daniel Sordo    | 23:40,6 | 106,54 km/h | Sébastien Loeb |
| 3    | 24 październik | 16 | 13:59   | La Serra d'Almos 2 | 4,11 km  | Petter Solberg  | 2:35,2  | 95,34 km/h  | Sébastien Loeb |

| Zwycięzcy OS-ów | Zwycięzcy OS-ów |
| Kierowca        | Ilość           |
| --------------- | --------------- |
| Sébastien Loeb  | 7               |
| Petter Solberg  | 4               |
| Daniel Sordo    | 4               |
| Sébastien Ogier | 1               |

## Klasyfikacja ostateczna
| Msc.     | Kierowca           | Pilot              | Samochód              | Czas      | Strata   | Grupa | Punkty |
| -------- | ------------------ | ------------------ | --------------------- | --------- | -------- | ----- | ------ |
| 1.       | Sébastien Loeb     | Daniel Elena       | Citroën C4 WRC        | 3:32:59.7 | 0.0      | A8 M  | 25     |
| 2.       | Petter Solberg     | Chris Patterson    | Citroën C4 WRC        | 3:33:35.0 | 35.3     | A8    | 18     |
| 3.       | Dani Sordo         | Diego Vallejo      | Citroën C4 WRC        | 3:33:40.8 | 41.1     | A8 M  | 15     |
| 4.       | Jari-Matti Latvala | Miikka Anttila     | Ford Focus RS WRC 09  | 3:34:19.2 | 1:19.5   | A8 M  | 12     |
| 5.       | Mikko Hirvonen     | Jarmo Lehtinen     | Ford Focus RS WRC 09  | 3:39:32.6 | 6:32.9   | A8 M  | 10     |
| 6.       | Matthew Wilson     | Scott Martin       | Ford Focus RS WRC 08  | 3:41:17.3 | 8:17.6   | A8 M  | 8      |
| 7.       | Khalid Al Qassimi  | Michael Orr        | Ford Focus RS WRC 08  | 3:46:05.4 | 13:05.7  | A8    | 6      |
| 8.       | Henning Solberg    | Ilka Minor         | Ford Fiesta S2000     | 3:46:10.9 | 13:11.2  | N4    | 4      |
| 9.       | Ken Block          | Alex Gelsomino     | Ford Focus RS WRC 08  | 3:49:00.9 | 16:01.2  | A8 M  | 2      |
| 10.      | Sébastien Ogier    | Julien Ingrassia   | Citroën C4 WRC        | 3:50:23.8 | 17:24.1  | A8 M  | 1      |
|          |                    |                    |                       |           |          |       |        |
| 15.      | Federico Villagra  | José Luis Díaz     | Ford Focus RS WRC '09 | 4:04:42.2 | +31:42.5 | A8 M  |        |
| JWRC     |                    |                    |                       |           |          |       |        |
| 1. (12.) | Yeray Lemes        | Rogelio Peňate     | Renault Clio S1600    | 3:55:58.0 | 0.0      | A6    | 25     |
| 2. (14.) | Todor Sławow       | Dobromir Filipow   | Renault Clio R3       | 4:01:42.5 | 5:44.5   | A7    | 18     |
| 3. (18.) | Hans Weijs Jr.     | Bjorn Degandt      | Citroën C2 S1600      | 4:06:48.5 | 10:50.5  | A6    | 15     |
| 4. (26.) | Aaron Burkart      | André Kachel       | Suzuki Swift S1600    | 4:24:43.1 | 28:45.1  | A6    | 12     |
| 5. (27.) | Harry Hunt         | Sebastian Marshall | Ford Fiesta R2        | 4:24:52.4 | 28:54.4  | A6    | 10     |
| 6. (28.) | Martin Kangur      | Martin Järveoja    | Honda Civic Type-R R3 | 4:26:03.1 | 30:05.1  | A7    | 8      |

1. ↑  Litera M przy oznaczeniu grupy do której należy samochód oznacza, iż tylko ci kierowcy zdobywali punkty dla swoich zespołów liczonych w klasyfikacji producentów na koniec sezonu.

## Klasyfikacja po 11 rundach

### Kierowcy
| Lp. | Kierowca           | Pkt |
| --- | ------------------ | --- |
| 1   | Sébastien Loeb     | 251 |
| 2   | Sebastien Ogier    | 167 |
| 3   | Jari-Matti Latvala | 156 |
| 4   | Petter Solberg     | 151 |
| 5   | Dani Sordo         | 140 |
| 6   | Mikko Hirvonen     | 114 |
| 7   | Matthew Wilson     | 68  |
| 8   | Henning Solberg    | 37  |
| 9   | Federico Villagra  | 36  |
| 10  | Kimi Räikkönen     | 21  |

### Producenci
| Lp. | Producent           | Pkt |
| --- | ------------------- | --- |
| 1   | Citroen WRT         | 428 |
| 2   | BP Ford WRT         | 299 |
| 3   | Citroen Junior Team | 194 |
| 4   | Stobart Ford        | 158 |
| 5   | Munchi's Ford       | 54  |